# Cui Xiaotong
Cui Xiaotong (kinesiska: 崔晓桐), född 21 november 1994, är en kinesisk roddare.

## Karriär
Cui tog guld tillsammans med Chen Yunxia, Zhang Ling och Lü Yang i scullerfyra vid olympiska sommarspelen 2020 i Tokyo.
I september 2022 vid VM i Račice tog Cui guld tillsammans med Chen Yunxia, Zhang Ling och Lü Yang i scullerfyra. I september 2023 vid VM i Belgrad tog de brons tillsammans i scullerfyra.